# Гайдамацькі повстання
Гайдамацькі повстання проти польського панування відбувалися у 18 столітті на Правобережній Україні.

## Загальні зауваження

Гайдамака

Термін «гайдамака» вперше з'являється в історичних джерелах початку XVIII століття. Це слово взагалі має тюрське, конкретніше — арабо-османське походження і в перекладі означає — гнати. Тобто людина, що гонить, переслідує. І через те це слово набуло значення «розбійник».
На українському ґрунті це слово вживалося у більшості випадків в іншому значенні, і під «гайдамаками» розуміли учасників національно-визвольного руху проти поневолювачів Речі Посполитої та Російської імперії. На Поділлі вони називалися дейнеками, левенцями, в Галичині — опришками.
Перші письмові відомості про гайдамацький рух зафіксовані 1708 року на Волині, а згодом на Поділлі, Брацлавщині і Київщині. Спільним для гайдамацького руху на всій території України було те, що їх активні дії починалися навесні і тривали до пізньої осені. Гайдамацькі загони були різними як за чисельністю, так і тривалістю існування. Одні діяли довший час, інші — тільки один сезон, або ж до завершення окремої акції. Спочатку вони були невеликими і діяли розрізнено. Пізніше вони стають більшими і діють злагодженіше, зокрема на Правобережній Україні. На Лівобережжі і Слобідській Україні ці загони майже завжди були невеликими, що давало їм змогу зненацька з'являтися і раптово зникати.
Документи свідчать, що гайдамацький рух набрав найбільшого розмаху на Правобережній Україні, переростаючи в загальнонародні повстання. Проте він не був ізольованим, а знаходив відгук на Лівобережній і Слобідській Україні. Особливо у другій половині XVIII століття, з ліквідацією полкового устрою і, по суті, закріпаченням козаків на Слобожанщині гайдамацький рух тривав безперервно. Військові застави російських військ, число яких у цей час особливо зросло, зазнавали серйозних поразок від гайдамаків. Проте російська, особливо радянська історіографія навмисне зводила гайдамацький рух лише до Правобережжя, замовчуючи народний спротив російській експансії на одвічно українські землі.
Винятково велику роль у розгортанні гайдамацького руху відіграла Запорізька Січ. Запоріжжя було тим резервуаром, куди стікалися втікачі з усіх кінців України. Тут, у Запоріжжі, формувалися гайдамацькі загони, до складу яких входили, а нерідко й очолювали їх, запорізькі козаки. Участь запорізьких козаків у гайдамацькому русі зміцнювала сили повстанців, поповнюючи їх загони загартованими, відважними і досвідченими воїнами, надавала цьому рухові більшої організованості і цілеспрямованості. В свою чергу, героїчна боротьба запорожців підтримувала в народних масах дух протесту проти гноблення, надихала їх на опір.
Гайдамацькі повстання також сприяли активізації дій опришків на Галичині, зокрема в Теребовельському та Коломийському повітах 1734 року, на Покутті, на чолі з Олексою Довбушем 1743—1745 рр., Болехові та Космачі 1759 року.
Гайдамацький загін Подоляки 1768 року діяв на Поліссі (в районі Овруча, Мозиря), оволодів Радомським замком і проник на лівий берег Прип'яті.
Гайдамаки діяли також на територіях, що належали Османській імперії, зокрема нападали на Балту і Голту, чим викликали невдоволення османських властей.

## Повернення Правобережної України під владу Речі Посполитої
За умовами Прутського трактату 1711 року, між Московським царством і Османською імперією були підписані договори 5 квітня 1712 року та 13 квітня 1713 року. Царський уряд зобов'язувався вивести свої війська і не втручатися в справи Правобережної України, а також переселити козаків і селян на Лівобережжя, де їм відводилися землі.
Як тільки вщухли воєнні дії, на Правобережжі почали з'являтися сини й онуки колишніх власників. Знову виростають великі латифундії Потоцьких, Любомирських, Чортарийських, Сангушків, Шишкевичів, Браницьких, відновлюються старі порядки. Вони переводять сюди своїх підданих з Поділля, Волині і навіть з Галичини. Магнати, як і раніше, у маєтках мали замки, де утримували військові загони.
Зважаючи на те, що протягом 1711—1712 рр. згідно з наказом Петра І від 23 вересня 1711 р. російська влада на Лівобережну Гетьманщину примусово переселила більшість жителів з 7 козацьких полків Київщини та Брацлавщини (від 100 до 200 тисяч осіб, майже все тогочасне населення), повстання проти влади Речі Посполитої набули нового забарвлення.
Політична анархія в Речі Посполитій, невизнання соціальних прав за залишками місцевого українського козацтва, свавілля місцевих панів та євреїв-орендарів, економічні визиски селян, що, наростаючи, поєднувалися з релігійним фанатизмом католицького та греко-католицького духівництва, — все це протягом тривалого часу живило діяльність повстанських загонів.
Поляки вживали заходів до притягнення робочих рук у спустілих селах, закликали поселенців з інших міст, обіцяючи їм звільнення від повинностей на 15-30 років. Та минали роки, закінчувалися пільги, запроваджувалася панщина, зростали повинності, вводилися нові. На становищі селян тяжко відбивалася оренда. Крім панщини та інших прямих податків і данин, використовувалися непрямі, серед яких найважчою була пропінація. Пани мали виключне право виробляти і продавати міцні напої. Вони змушували селян купувати певну кількість горілки незалежно від потреб споживання. Терпіли селяни і від постоїв війська Речі Посполитої.
Панська сваволя зустрічала спротив селян, який переростав у збройну боротьбу, одним із проявів якої був гайдамацький рух. У другій чверті XVIII ст. цей рух зосередився на території Київщини і Брацлавщини, де були найсприятливіші умови: наявність значної кількості вільних не цілком закріпачених людей, близькість кордонів Запорозької Січі, Лівобережної України, Молдови і Османської імперії.

## Початок гайдамацького руху
Як правило, діяльність гайдамацьких загонів починалася навесні і тривала до осені. Взимку їх діяльність не фіксується. Але з настанням весни, в лісах і байраках, на хуторах і пасіках, у запорозьких степах гуртувалися селяни-втікачі. Вони об'єднувалися у загони і здійснювали напади на панські маєтки. Гайдамацькі загони здебільшого складалися із селян та запорозької голоти, наймитів, міщан, ремісників. Майже в кожному були запорожці. До загонів прагнули залучити мешканців того краю, куди передбачався похід. Однією з важливих умов успіху гайдамаків було їх швидке переміщення, тому вони завжди мали добрих степових коней. У верховій їзді гайдамаки не поступалися регулярним військовим. Їхні загони не мали валок. Ще важче було впоратися з пішими гайдамаками. Вони, ховаючись у високій траві, влучно стріляли. Коли ж їх оточувало польське чи російське військо, билися відважно, завдаючи великих втрат, і змушували відступити. Якщо ж була несила перемогти, гайдамаки гинули в бою, але не здавалися. Хоробрість і спритніть гайдамаків, їхнє уміння битися визнавали навіть вороги.
Виняткову роль у розгортанні гайдамацького руху відіграла Запорозька Січ, куди стікалися втікачі з усіх кінців України. Там, на Запорожжі, формувалися гайдамацькі загони, до складу яких входили, а нерідко й очолювали їх запорозькі козаки.
У 1729—1730 рр. зросла хвиля гайдамацьких виступів. У грудні 1729 року вони сталися в Кагарлику, Смілі, Кузьминім, Вінниці. На початку 1730 року широка хвиля гайдамацьких виступів охопила Київське і Брацлавське воєводства.
Протягом 1715 — початку 1730-х рр. за соціальним складом до «гайдамаків» належали маси розорених (інколи просто злюмпенізованих) козаків, селян і міщан. Саме тому в «гайдамакуванні» на початковому етапі виразно окреслювався грабіжницький і розбійницький аспекти. Спочатку загони цих соціальних розбійників були невеликі й вели боротьбу розрізнено, грабуючи панські маєтки та фізично знищуючи шляхту та найнятих нею орендарів й посесорів, які переважно були єврейського походження. Разом з тим, згідно з твердженням українських істориків В. Смолія та В. Степанкова, слід відрізняти т. зв. гайдамацький рух XVIII ст. від великих й організованих народних повстань, які мали місце в 1734 р., 1750 р. та, особливо, 1768 й 1789 рр.

## Повстання 1734 року
Проте аж до 1734 року гайдамацькі загони створювалися і діяли нескоординовано. Період безкоролів'я після смерті Августа II Саса, протистояння нових претендентів на корону, втручання в справи Речі Посполитої російських урядовців спричинили в 1734 р. значний спалах організованого козацького і селянського збройного виступу на українських землях Речі Посполитої. Користуючись тим, що командування військ Російської імперії, яке перебувало на польсько-російському кордоні, звернулося до магнатських «армій» — підрозділів так званого надвірного козацтва (переважно формувалося з українців) — з проханням виступити проти прихильників французького ставленика на престол С. Лещинського, сотник Шаргородської надвірної міліції І.Верлан розпочав гуртувати навколо своєї сотні всіх невдоволених режимом Речі Посполитої селян. Усіх повстанців він включав до козацького реєстру, призначав сотників, ротмістрів, поручників. Окремі джерела стверджували, що в деяких місцевостях бунтівливого Правобережжя були створені козацькі органи самоврядування. «Вони гублять всі вас своїми податками і зборами, і захопили у вас все те, що було у вас і що повинно було належати вам по праву… Об'єднайтеся усі під нашими прапорами і йдіть з нами бити панів…» — звертався до селян один із тогочасних ватажків, козацький сотник М. Москаль. Як бачимо, ідея справедливого суспільного строю, де панувала б забезпеченість селян землею і була відсутня панщина, проектувалася саме на козацький стан.
Верлан пройшов Брацлавщину з краю в край кілька разів, а потім — Поділля і південно-західну Волинь, зайняв Кременець, Жванець, Броди і Збараж. Його відділи з'явилися під Кам'янцем і Львовом. Загін Гриви здобув Вінницю і Меджибіж. Добре організовані сотні повстанців захопили у Київському воєводстві Корсунь, Бердичів, Погребище, Паволоч, Котельню, Кошовате, Ходорів, Рожів. У Чуднові міщани власними силами розправилися з шляхтою. На початку 1735 року повстання охопило всю територію українських воєводств.
Польські джерела бездоказово трактують це повстання як російську інтригу. Насправді ставлення російського уряду до гайдамаків було відверто ворожим. Цю ворожість продемонстровано одразу після того, як Річ Посполита попросила допомоги. Київський генерал-губернатор граф Вейсбах доручив російському генералу залишатися з усім військом на Правобережжі до кінця весни 1735 року і допомагати полякам ліквідовувати повстання.
Восени 1736 року у Брацлавському і Київському воєводствах знову розгортають свої дії отамани Верлана: Грива, Медвідь, Жила, Рудь, Іваниця, Харко. Навесні 1737 року на Запорожжі в районі річки Цибульниці зібралося понад тисячу гайдамаків. На них зненацька напали татари, у боротьбі з якими загинули ватажки Харко, Іваниця, Жила, а поранений Рудь був заарештований.

## Повстання 1750 року
Гайдамацькі загони діяли на Правобережжі і в наступні роки. 1743 року славився своїми діями в околицях Лисянки отаман Кузьма Гаркуша, 1749 року в районі Білої Церкви — отаман Іван Борода, а на Київщині — отамани Невінчаний, Середа, Беркут. Особливо запеклими були дії гайдамаків 1750 року. На Київщині вони захопили Мошни, Білу Церкву з найсильнішою на той час фортецею, Володарку. Інші загони на Брацлавщині здобули Умань, Гранів, Вінницю, Летичів. У серпні 1750 року загін на чолі з Олексою Письменним захопив Фастів. На Поліссі Іван Подоляка оволодів Радомишлем. Інші загони розсипалися вздовж усієї Прип'яті, переходячи і на лівий берег. Отаманами повстанських загонів 1750 року були Михайло Сухий, Прокіп Таран, Павло Мачула, Олекса Лях, Мартин Тесля, а також Іван Вовк, Олексій Майстренко, Павленко, Дубина, Василь Малешко.
Війська Речі Посполитої і цього разу виявилися неспроможними впоратися з повстанцями. Так, у сутичці загону Михайла Сухого, що мав 320 осіб, з набагато чисельнішим загоном війська Речі Посполитої загинуло понад 50 поляків і близько 100 було поранено, а решта розбіглася. У цій сутичці загинуло кілька гайдамаків [12, 74-75]. А залога Білої Церкви разом із її комендантом і губернатором утекла, як тільки отаман Мартин Тесля підступив до міста. Російські війська діяли на Правобережжі з літа 1750 року. Тоді біля Стайок, що неподалік Канева, 150 росіян несподівано напали на вдвічі менший загін гайдамаків на чолі з Майстренком і завдали йому дошкульного удару.
Спільними діями російських і польських військ повстання 1750 року було придушене. Головною причиною поразки, як і раніше, була відсутність єдиного керівного центру. У наступні роки гайдамацькі виступи відбулися: 1754 р. — у районі Житомира, 1757 р. — Немирова й Умані, 1761 р. — Лисянки, 1764 р. — Вінниці.
Дії гайдамацьких загонів активізувалися і на Лівобережній та Слобідській Україні. 1759 року хвиля гайдамацьких виступів охопила усю Україну і тривала з більшою чи меншою активністю до 1768 року.

## Повстання 1768 року

Ілюстрація В. Касіяна до поеми Т. Г. Шевченка «Гайдамаки».

Пам'ять про часи Хмельниччини досить міцно вкоренилася у свідомості не лише козацтва і православного духівництва східних Київського, Брацлавського та Подільського воєводств, але і селянства. Щодо цього яскравим свідченням виступає повідомлення ігумена Христонопільського монастиря К. Срочинського за 1766 р.
Зокрема він відзначав, що поблизу села Ольшани «обрали собі ватажками кількох козаків і особливо одного по імені Захарій, в народі Харко, який сказав, що краще організувати повстання, як це колись вчинив Хмельницький, і зараз усі селяни озброїлись… Селянин, який забрав з церкви гармату з святим таїнством те переховував у своїй хаті, щоб вона, розуміється, не дісталася в руки уніатів…».
У відомому документі, т. зв. маніфесті «Селянської конфедерації, на ринку в Торчині (Тульчині) знайдений проект після ярмарку 1767 р.» закликалося відновити збройну боротьбу доби Хмельниччини й стати на захист права «успадкування власності на землю, а також права користуватися частиною лісу». Разом з тим, невідомий автор цього маніфесту погоджувався: відпрацьовувати панщину 3 дні на тиждень з господарства; виконувати «підводну» повинність (два рази на рік ходити на відстань до 12 миль); платити з робочого коня не більше 3 злотих; отримувати право вільного переходу з помістя в помістя лише за умови, що будуть залишати замість себе іншого господаря. У т. зв. Торчинській супліці 1767 р. висувалася і важлива політична вимога — мати право представництва у сеймі Речі Посполитої. Слід відзначити, що історики І. Шпитковський та А. Гілевич розглядали даний маніфест як важливий документ з українського табору, що засвідчував підготовку «гайдамаків» до «хлопської революції».
У 1768 р. під керівництвом запорожця М. Залізняка та сотника надвірного козацтва І. Гонти розпочалося одне з найбільших тогочасних повстань нижчих станів у Східній Європі, яке в історіографії отримало назву Коліївщини. Воно продовжило традиції попередніх визвольних змагань українців. «Понєваж не за майно стараємось, тільки щоб віра християнська… більше не осквернялась і щоб не було ворогів на державу», — заявляв пізніше один із ватажків повстанців С. Неживий про причини збройного виступу проти влади Речі Посполитої.
Безпосереднім поштовхом до початку Коліївщини стали дії представників так званої Барської конфедерації, які силою примушували місцеве населення присягати на вірність у їхній боротьбі проти королівської влади. Водночас шляхта погрожувала вирізати всіх «схизматиків» (православних). Дії польських конфедератів нерідко супроводжувалися пограбуванням місцевого сільського населення, побиттям православних священиків, спаленням церков. Лише у Каневі конфедерати захопили 300 заручників, яких жорстоко били і калічили. «…Від початку Барського шляхетського збурення, зазнали великих утисків» — відзначалося у «Маніфесті козаків воєводств Київського і Брацлавського». Канівський міщанин Сидір Іванович засвідчував, що «конфедерати нападали на православних, загрожували їх життю і здоров'ю, катували їх, били, грабували, калічили і вбивали». Саме тому «гайдамаки» у відповідь таким же чином діяли й стосовно шляхти та її загонів.

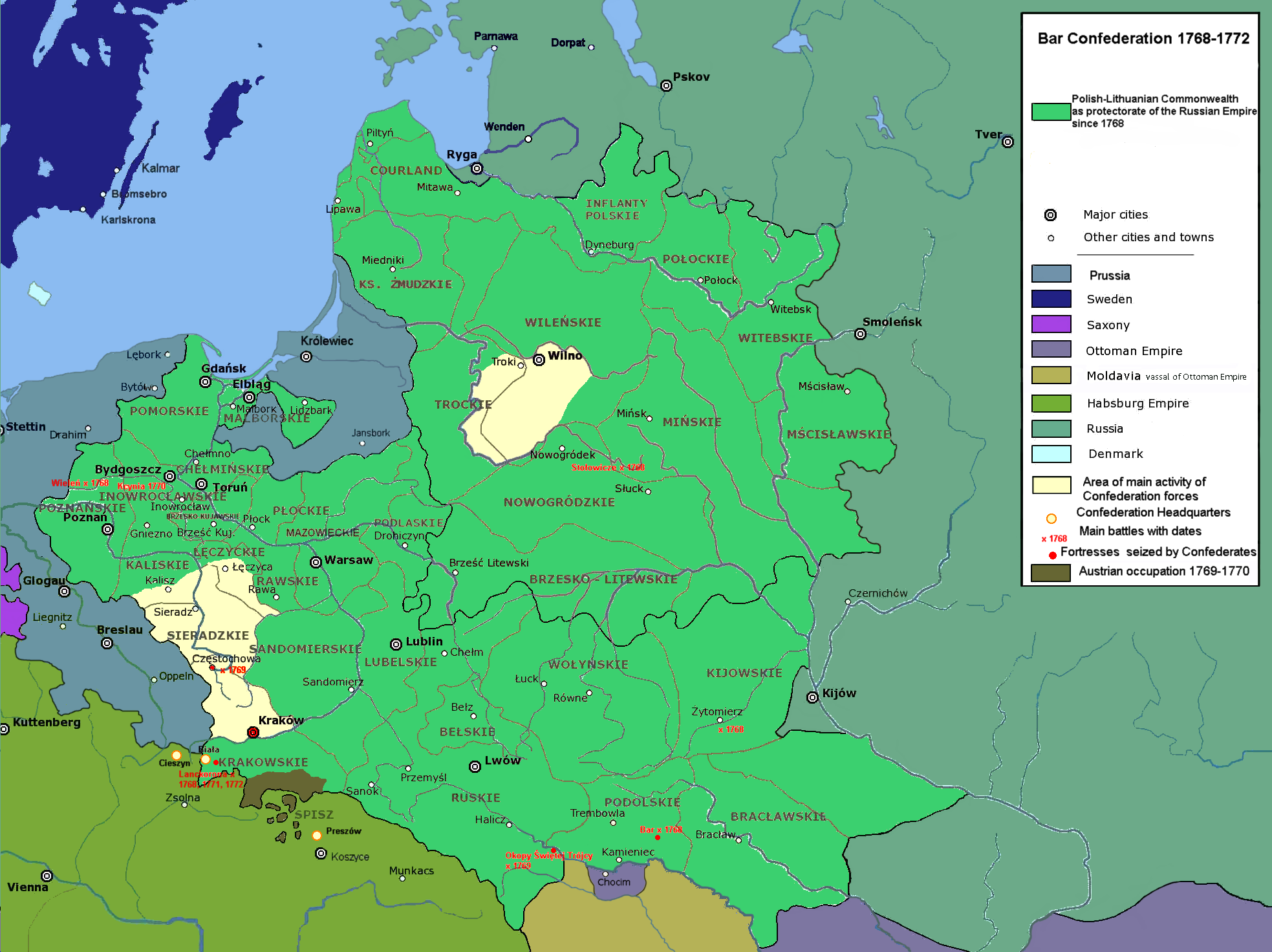
Барська конфедерація

Вступ на Правобережжя в червні 1768 р. російських підрозділів і початок воєнних дій проти барських конфедератів породили в частини пригнобленого люду ілюзію щодо ймовірної допомоги з боку росіян. На той час серед українського населення ходили чутки, що «ці всі прикордонні місця приймаються під Російську державу і назавжди з-під володіння польського звільняються». З іншого боку провідники повстання очевидно були причетні до виготовлення фальшивих універсалів, які розповсюджували у містах та селах Київщини і Поділля начебто від імені імператриці Катерини ІІ.
Повстання почалося проголошенням його на Зелені Свята 18 (29) травня. Організатором і керівником повстання став Максим Залізняк — син знатного козака із с. Івківці, що на Чигиринщині. Після смерті батька, коли Максимові виповнилося 13 років, він пішов на Запорожжя, де займався військовою справою — служив у пушкарній команді, займався рибним промислом в Очакові. 1767 року Залізняк прибув на Правобережжя з 18 товаришами, де і вступив послушником спочатку до Онуфріївського монастиря, а потім, навесні 1768 року — до Мотронинського.
У звільнених містах і селах Правобережної України створювалися органи управління, які наслідували риси полково-сотенного ладу. Повстання 1768 р. відзначалося широкою соціальною базою, вищим рівнем організації (наявність єдиного керівного центру, поділ війська на окремі підрозділи тощо) та ідеологічною спрямованістю. Чи не найголовнішим лозунгом повсталих було питання відновлення повноцінного функціонування православної віри. Масовими були випадки, коли козаки і селяни змушували католиків, уніатів та юдеїв силою перехрещуватися у «свою віру». Один із учасників повстання І. Байрацький 9 серпня 1768 р. на допиті слідчому в Києві розповідав, що він воював «за те, що поляки в селі Млієві титареві Данилу, а як прозвали його не сказано, за недопущення поляків руйнувати церкви ті поляки голову відсікли і до стовпа цвяхами прибили, а тіло його спалили і інші благочестивим монастирям руйнування чинили».
Коліївщина завдала також суттєвого удару по системі орендних відносин у сільському господарстві Правобережної України. Так, наприклад, володар Богуславського староства протягом 1768—1770 рр. втратив у результаті тих подій прибуток, який оцінювався у 142 562 злотих. Під час повстання 1768 р. багато орендаторів (які переважно були євреями: згідно з переписом 1764 р. в усьому Київському воєводстві проживало 22 тисячі 352 особи єврейського походження) було вбито козаками і селянами.
Жителі шляхетських, королівських і церковних маєтків! Ваш час прийшов. Прийшла пора звільнення від іга та гноблення, які ви терпіли від панів своїх. Зглянувся Бог з високого неба на важку долю, почув Ваші сльози і стогін і послав Вам захисників, які помстяться за злочини, які нанесли Вам пани. Отже йдіть на поміч тим, хто хоче Вас звільнити, зберегти Вашу свободу. Зараз прийшов час розплати за всі Ваші муки, побої, вбивства, знущання, а також за нечувані знущання, які Ви досі терпіли від своїх панів. Посилаємо до Вас керівників, яким Ви повинні вірити і за якими повинні йти із зброєю — хто яке має. Залишайте свої хати, дружин і любимих дітей. Не будете жалкувати, адже скоро побачите, що Бог послав нам з вами, правовірними, перемогу і будете вільними панами, коли знищите це зміїне гніздо, тобто Ваших панів, які досі п'ють вашу кров…
 — проголошував «Універсал до польських селян», який був знайдений під Смілою. Як бачимо, провідними ідеями цього документу був не лише заклик до «розплати», але й питання відновлення «свободи» задля того, щоб бути «вільними панами».

## Опис повстання у художній літературі
Причини перманентних козацько-селянських («гайдамацьких») повстань у XVIII ст. образно узагальнив у своїй поемі «Канівський замок» (1828 р.) відомий польський поет періоду Романтизму С. Гощинський. У поетичних рядках, які він вклав у вуста ватажка повсталих у 1768 р. українців козака Небаби, закликав йти на боротьбу за власні права:
Всіх, в кого батько забитий різками,

Всіх, в кого жінка сподобалась пану,

В кого зґвалтована донька панами,

В кого відібрано паном кохану,
 — Йменням батьків та їх суму і болю,

Йменням дитячої горя й недолі

Всіх закликаю я, всіх викликаю:

Вийдіть вперед — і рушайте за мною!
Повстанцям присвячена поема Т. Г. Шевченка «Гайдамаки».
1886 року вийшло історичне оповідання Францішка Равіти «На порубіжжі» (пол. Na Kresach) про гайдамацьке повстання Верлана.